# John Pemberton (football)
Pour les articles homonymes, voir Pemberton et John Pemberton (homonymie).
John Pemberton est un footballeur puis entraîneur anglais, né le 18 novembre 1964 à Oldham, Angleterre. Évoluant au poste de défenseur, il est principalement connu pour ses saisons à Crewe Alexandra, Crystal Palace, Sheffield United et Leeds United ainsi que pour avoir entraîné Nottingham Forest et Bristol City.

## Biographie

### Carrière de joueur
Natif d'Oldham, il est formé dans les équipes de jeunes de Manchester United mais n'est pas retenu pour y devenir professionnel. Il passe alors une saison avec l'équipe semi-professionnelle de Chadderton (en), avant de passer pro dès la saison suivante en s'engageant pour Rochdale.
Mais ce n'est qu'en intégrant l'effectif de Crewe Alexandra que sa carrière décolle réellement. Il y joue plus de 100 matches de championnat et tape dans l'œuil des recruteurs de Crystal Palace qu'il rejoint en 1988.
Dès sa première saison avec les Glaziers, il joue régulièrement et participe activement à l'obtention de la promotion en First Division. Lors de la saison 1989-90, il participe à l'épopée en FA Cup 1990 qui voit le club accéder en finale, perdue 0-1 après prolongation lors du match à rejouer contre Manchester United à la suite d'un premier match nul 3-3.
À la fin de cette saison, il décide de rejoindre Sheffield United. Son premier match avec les Blades, contre Liverpool, le voit finir la rencontrer en tant que gardien de but à la suite de la blessure du titulaire du poste. Un autre moment marquant de son passage a lieu lors du quart-de-finale de la FA Cup 1993 contre Blackburn Rovers, où il inscrit le tir au but victorieux. 
Après trois saisons à Sheffield, il rejoint les rivaux de Leeds United, où il devient un joueur particulièrement apprécié des supporteurs, qui louent son investissement sur le terrain. Il atteint une nouvelle finale, celle de la League Cup en 1996, perdue 0-3 contre Aston Villa.
Il finit sa carrière en retournant à Crewe Alexandra, club qui l'avait véritablement lancé au début de sa carrière.

### Carrière d'entraîneur
Sa carrière de joueur terminée, il se reconvertit comme entraîneur, officiant tout d'abord avec les équipes de jeunes de Nottingham Forest avec qui il obtient des résultats probants. En décembre 2008, il prend en main l'équipe première, pour assurer l'intérim après le départ de Colin Calderwood.
Il ne dirige Forest que pour un seul match de championnat, une victoire 3-2 contre Norwich City, ainsi que pour une victoire 0-3 au troisième tour de la FA Cup contre Manchester City au City of Manchester Stadium, avant que Billy Davies ne soit nommé au poste. 
À la fin de la saison, Billy Davies souhaitant réorganiser son staff technique, Pemberton décide de quitter l'encadrement du club et rejoint alors pour deux mois Crystal Palace comme adjoint, en même temps que l'entraîneur Paul Hart (en) et l'adjoint Dougie Freedman, avec pour mission de sauver le club de la relégation, ce qu'ils réussiront à faire.
En mai 2010, il devient l'entraîneur du centre de formation de Sheffield United et il mène son équipe jusqu'en finale de la FA Youth Cup dès la saison suivante, finale perdue contre les jeunes de Manchester United.
Il quitte son poste en septembre 2012 alors que son fils, Max, joue comme milieu de terrain et capitaine de son équipe. Le 25 octobre 2012, il rejoint de nouveau Nottingham Forest pour un poste de formateur auprès des jeunes.
Le 28 novembre 2013, il assure l'intérim à la tête de Bristol City après le départ de Sean O'Driscoll (en). Il coache l'équipe pour un seul match, contre Preston North End avant l'arrivée de Steve Cotterill. Il assure de nouveau l'intérim, trois ans plus, entre le départ de celui-ci et l'arrivée de Lee Johnson.